# 小松一三
小松 一三（こまつ いちぞう、1935年3月1日 - ）は、東京都出身でおもに熊本県で活躍するラジオパーソナリティ。熊本市在住。2000年から2010年6月末迄は同県山鹿市在住であった。

## 概要
日本テレビにディレクターとして入社し番組制作に参加、東京12チャンネルプロダクション（現在のテレビ東京）、広告業社員などを経て1970年にフリーでテレビやラジオの番組制作に携わりつつ、雑誌等のフリー記者を始める。1976年に新潟放送（BSNラジオ）で放送されていた「ハロー!!ジャンボサタデー」で「アイ・ウエオ」というネームを使い本格的にラジオパーソナリティの仕事をはじめ、1979年に熊本に拠点を移し、テレビ・ラジオの番組制作を手がける。
熊本放送（RKKラジオ）で1985年（昭和60年）から10年間放送してきた平日昼の帯番組「こちら九州ラジオ村」で、ラジオ村の「村長さん」という肩書きで番組パーソナリティーを務めた。のちにこの番組をタイトルそのままに週1回1時間とした放送で出演していたほか、独自にねとらじを利用してインターネットラジオを立ち上げ、夜間帯に1時間の自主制作放送を行っている。
また刑務所への奉仕活動（1981年（昭和56年）から行っている）を行ったり、山鹿市にて市民講座の講師を務めるなど幅広く活動している。

## 現在の出演番組

### ラジオ
- 「夜はともだち」（インターネットラジオ「i-rajiomura」 月曜-金曜22:00 - 23:00頃）

## 過去の出演番組
- 「こちら九州ラジオ村」（熊本放送 土曜20:00 - 20:30） - 番組開始から打ち切り[5]、二度目の終了迄パーソナリティを務め、「ラジオ村の村長さん」として今もなお熊本県民に親しまれている。
- 「モーニングダイアル」（熊本放送、火・水・木[6] → 月-木担当[7]、1979年-1982年3月）

等多数